# コーヤンブットゥール県
コーヤンブットゥール県（கோயம்புத்தூர் மாவட்டம் ; Coimbatore District）は、インド南部のタミル・ナードゥ州に属する30の県の一つ。県庁所在地はコーヤンブットゥール。

## 概要
2001年の国勢調査では、面積7469平方キロメートル、人口427万1856人、人口密度は572人/km2。
北西はニーラギリ県、北東から東にかけてイーロードゥ県、南東はティンドゥッカル県に接し、南から西にかけてはケーララ州である。

## 歴史
1968年のタミル・ナードゥ州発足以前の、イギリス領インド帝国マドラス管区時代から存在する。マドラス管区時代は、コインバトール県（Coimbatore district）という名称であった。1979年8月31日に、北東側がペリヤール県として分離した。

## 行政区分

### 郡
コーヤンブットゥール県は、以下の9つの郡（タミル語 வட்டம் 「円」 ; 英訳 taluk）に区分けされている。
- ティルップール郡（திருப்பூர் ; Tiruppur）
- アヴィナーシ郡（அவினாசி ; Avinashi）
- メーットゥッパーライヤム郡（மேட்டுப்பாளையம் ; Mettupalayam）
- パッラダム郡（பல்லடம் ; Palladam）
- 北コーヤンブットゥール郡（வட கோயம்புத்தூர் ; Coimbatore North）
- 南コーヤンブットゥール郡（தென் கோயம்புத்தூர் ; Coimbatore South）
- ウドゥマライッペーッタイ郡（உடுமலைப்பேட்டை ; Udumalpet）
- ポッラーッチ郡（பொள்ளாச்சி ; Pollachi）
- ヴァールパーライ郡（வால்பாறை ; Valparai）

### 区
コーヤンブットゥール県は、以下の20の区（英訳 block）に区分けされている。
- ティルップール区（திருப்பூர் ; Tiruppur）
- アヴィナーシ区（அவினாசி ; Avinashi）
- アンヌール区（அன்னூர் ; Annur）
- カーラマダイ区（காரமடை ; Karamadai）
- ポンガルール区（பொங்கலூர் ; Pongalur）
- パッラダム区（பல்லடம் ; Palladam）
- スールール区（சூலூர் ; Sulur）
- サルカールサマクラム区（சர்கார்சமகுளம் ; Sarcarsamakulam）？
- ペリヤナーヤッカンパーライヤム区（பெரியநாயக்கன்பாளையம் ; Perianaickenpalayam）
- スルタンペーッタイ区（சுல்தன்பேட்டை ; Sulthanpet）？
- ペールール区（பேரூர் ; Perur）
- トンダムットゥール区（தொண்டமுத்தூர் ; Thondamuthur）？
- マドゥッカライ区（மதுக்கரை ; Madukarai）
- キナットゥッカダヴ区（கிணத்துக்கடவு ; Kinathukadavu）
- クディマンガラム区（குடிமங்கலம் ; Gudimangalam）
- 北ポッラーッチ区（வட பொள்ளாச்சி ; Pollachi North）
- 南ポッラーッチ区（தென் பொள்ளாச்சி ; Pollachi South）
- マダットゥックラム区（மடத்துக்குளம் ; Madathukulam）
- ウドゥマライッペーッタイ区（உடுமலைப்பேட்டை ; Udumalpet）
- アーナイマライ区（ஆனைமலை ; Anaimalai）